# Ithaca, New York
Ithaca je grad u američkoj saveznoj državi New York. Prema popisu stanovništva iz 2010. u njemu je živjelo 30.014 stanovnika.